# Лавринович, Юлиан Наумович
Юлиа́н Нау́мович Лаврино́вич (обычно писал под псевдонимом Надеждин или Ю. Л.; 25 декабря 1869, Троки — 1922) — русский писатель

 и публицист, член РСДРП.

## Биография
Родился 25 декабря 1869 года в городе Троки Виленской губернии в семье бедных караимов. С младенчества жил в Санкт-Петербурге. В 17 лет выдержал экстерном экзамены за курс кадетского корпуса.
С 1890-х годов стал сотрудничать в периодической прессе. Принимал активное участие в профессиональном движении Петербурга. В начале 1903 года, после доклада на техническом съезде, был сослан в Архангельск, где проживал на одной квартире с А. А. Экком в доме Точилова на Соборной улице. После 1907 года поступил на службу в банк. В 1917 году принимал участие в профессиональной работе как член правления профсоюза банковских служащих и финансовых работников сначала в Петрограде, затем в Москве. С 1917 года был членом петроградского, а потом московского Совета рабочих депутатов. В течение десятилетий являлся членом Вольного экономического общества, где занимался разработкой вопросов в области профессионально-технического образования. В 1906 году был командирован обществом в Египет.
Умер 25 июня 1922 года в Москве от болезни сердца, осложнённой воспалением лёгких. Похоронен на караимском кладбище.

## Семья
Жена — Вера Михайловна Лавринович.

## Печатные труды
- В Архангельской ссылке // Баян. – 1907. – Апр.
- Кто устроил погромы в России? / Berlin: J. Ladyschnikow, 1909. - VIII, 296 с.
- Очерки французской общественности (СПб., 1903).
- Итоги Российской конституции. С-Петербург. Книгоиздательство Свобода и Право. 1907. 88 с.
- Рабочие союзы. Изд-во О.Н. Поповой, 1905. 214 с.

Кроме того, поместил множество статей, преимущественно по вопросам народного и профессионального образования в «Наших Днях», «Вестнике Европы», «Русской жизни», «Новостях», «Русских ведомостях», «Сыне отечества», «Образовании», «Мире Божьем», «Жизни», «Техническом образовании» и других изданиях.